# Christoph Johann Conrad Engelbrecht
Christoph Johann Conrad Engelbrecht (* 24. September 1690 in Helmstedt; † 20. Oktober 1724 ebenda) war ein deutscher Jurist und Hochschullehrer an der Universität Helmstedt.

## Leben und Wirken
Engelbrecht studierte Rechtswissenschaften an der Universität Helmstedt. 1715 wurde er dort – wie schon sein Vater Georg Engelbrecht der Ältere und sein Bruder Georg Engelbrecht der Jüngere – zunächst außerordentlicher Professor und 1717 ordentlicher Professor der Rechte. Er lehrte sowohl Zivilrecht als auch Staatsrecht. Im Alter von 34 Jahren starb er an der Schwindsucht.
In seinen Schriften befasste sich Engelbrecht unter anderem mit dem braunschweigisch-lüneburgischen Recht, das aus seiner Sicht in der Forschung vernachlässigt wurde. So erörterte er beispielsweise in seinem Werk De genuinis decisionum iuris fontibus in terris Brunsvico-Luneburgicis ausführlich die Provinzialrechte von Calenberg, Lüneburg und Wolfenbüttel. Engelbrechts Arbeiten sind Vorläufer späterer Abhandlungen zum braunschweigisch-lüneburgischen Territorialrecht, z. B. von dem Göttinger Rechtsprofessor Gottfried Mascow. 

## Werke (Auswahl)
- De servitutibus juris publici, sive juribus praecipue in Imperio Romano, 1715
- De causis impediti hactenus felicits successus tentatae in Germania emendationis administrationis justitatae Dissertatio atque solennis ad lectiones publicas invitatio, 1718
- De genuinis decisionum iuris fontibus in terris Brunsvico-Luneburgicis, 1719.
- De utilitate studii juris germanici, 1722